# Асламазян, Мариам Аршаковна
Мариа́м Арша́ковна Асламазя́н  (20 октября [2 ноября] 1907[…], Баш-Ширак, Кавказский край — 16 июля 2006, Москва) — советская, армянская художница-живописец, график. Народный художник СССР (1990).

## Биография
Родилась 20 октября (2 ноября) 1907 года в селе Баш-Шурагель (ныне село Четиндурак в провинции Карс в Турции).
Среднее образование получила в Александрополе (ныне Гюмри). Училась Ленинаканской изостудии (1926) у Ю. Вержбицкой. В 1929 году окончила Ереванский художественно-промышленный техникум, где училась у С. Аракеляна и С. Агаджаняна). В 1928—1930 годах обучалась во ВХУТЕИНе в Москве, где её учителями были Н. Удальцова, А. Древин, В. Фаворский, А. Гончаров, С. Герасимов, М. Родионов. Но больше всех ей запомнился К. Истомин. В 1930 перевелась в Ленинградский институт пролетарского изобразительного искусства (ныне Санкт-Петербургская академия художеств имени Ильи Репина), где училась у К. С. Петрова-Водкина. Там же, с 1932 по 1934 год училась в аспирантуре у А. И. Савинова.
Представитель армянской школы декоративно-плоскостного натюрморта («Армянский натюрморт» (1955), «Цветущий красный кактус» (1957) ‒ оба в Третьяковской галерее), автор тематических картин («Возвращение героя» (19430, «Песнь героя» (1944) «Мать-героиня» (1949) — все в Картинной галерее Армении, Ереван), портретов.
Довоенное творчество разнообразно по жанрам: пейзаж «Осенние тутовые деревья» (1939), портрет «Я и Еран в зеркале» (1939), натюрморт «Персики» (1940), интерьер «В мастерской художника В. Лебедева» (1940). К сожалению, большая часть довоенных произведений погибла во время блокады Ленинграда.
В военное время много внимания уделяла наглядной агитации. Свои военные плакаты («Заменим ушедших на фронт», «Отомстим», «Восстановим», «За Родину в решительный бой» и другие) художница сама расклеивала на улицах военного Ленинграда.
Среди картин о войне особенно выделяются три различные по сюжету, но объединённые общей темой произведения. Это «Возвращение героя» (1943), «Песня героя» (1944) и «Свадьба героя» (1945). Они прослеживают судьбу безымянного солдата. Своим оптимизмом и ощущением радости бытия эти картины противостоят самому духу войны.
Цикл, посвящённый образу героя, стал вехой в творчестве художницы. В нём было подытожено прошедшее, определены пути дальнейшего развития, найдена народная по духу форма самовыражения. Показала себя не только мастером интимного портрета, лирического пейзажа и натюрморта, но и открыла иную грань своего таланта — умение создавать большие монументально-декоративные композиции. Работа в области монументальной росписи длилась, с различными перерывами с 1938 по 1955 год. За это время совместно со своей сестрой художницей Ерануи Асламазян украсила огромными панно павильон Армянской ССР на ВСХВ, музей землеведения МГУ и кафе «Арарат» в Москве.
В послевоенные годы всё более увлеклась натюрмортом: «Армянский натюрморт» (1955) и в «Цветущий красном кактусе» (1957). В работах этого периода особенно заметна связь художницы со школой М. Сарьяна. Композиция, колористический строй — всё это близко сарьяновским натюрмортам.
В натюрмортом творчестве художницы особое место занимают цветы. Она пишет их всю жизнь. Свои цветы наделяет дыханием, светом, солнцем, наполняет их жизнью, непрестанным движением. Декоративность этих полотен становится реальным свойством природы. А в запечатлённых ею мгновениях жизни цветов заключается образ всей природы, понятой художницей как гармония цвета («Цветы павшим героям», 1973). «Горная симфония Армении» (1976) — своеобразный итог серии анкаванских натюрмортов. Огромное полотно, словно стремящееся вобрать в себя все разнообразие цветущих весенних гор, поражает декоративностью поистине монументального размаха. Его цветовая ритмика, по словам композитора А. Хачатуряна, своей полифонической сложностью напоминает музыкальное произведение, в котором многократно варьируется и повторяется основная тема.
Многочисленные путешествия в страны Европы, Африки и Азии ((1948, 1970, 1973, 1974), Индия (1957, 1970, 1973, 1975), Бельгия (1958), Швеция (1958), Китай (1961), Япония (1963), Египет (1976), Берег Слоновой Кости, Мадагаскар (1965, 1981), Конго, ОАР (1967), Алжир (1969), ГДР (1973), Аргентина (1973), Голландия (1973), Испания (1974), Югославия (1979), Италия (1980) и другие страны) составляют неотъемлемую часть творчества.
Индия художницы — страна простых людей, кропотливого труда и древних обычаев. «Девушка-танцовшица из Мадраса» （1967), «Студентка из Дели» (1970), «Народная умелица» (1971).
С Африкой также связана одна из страниц её творческой биографии. Совершенные ею в 60-е годы поездки открыли для художницы совершенно иной мир. Её интересует все, но особенно краски Египта, смена цвета в зависимости от времени дня. В её темперных листах нежное утро («Село Асуан на заре», 1967) постепенно переходит в жаркий палящий полдень («Село Асуан», 1968), который сменяется вечером с его свето-теневыми контрастами («Улица в Луксоре», 1968).
Одна из характерных черт творчества художницы — разносторонность её деятельности.
В 1958 году открыла для себя керамику. Её керамика одновременно и декоративна, и изобразительна. Здесь сконцентрированы живописные приёмы художницы, выражена суть её красочной палитры.
Оформление театральных спектаклей и цирковых представлений не было случайным эпизодом её биографии. Тяга к монументальной декоративности, любовь к большим композициям, проявившиеся уже в 40-е годы, привели её к оформительскому искусству.
В 1959 году оформила спектакль «Огонь твоей души» по пьесе А. Араксманяна в театре Ленинского комсомола. А через год была приглашена в цирк для оформления спектакля (манеж и костюмы артистов).
Произведения художницы находятся в 40 бывших советских и зарубежных музеях.
Член Союза художников СССР с 1939 года. Член Ленинградского отделения Союза художников (1932). Член правления Союза художников Армении (1942). Делегат антифашистского комитета советских женщин в Париже (1948). Член правления Московского Союза художников (1958). Заместитель председателя правления Дома художника в Москве (1966). Член правления Общества дружбы с АРЕ (1976).
Скончалась 16 июля 2006 года в Москве. Похоронена в пантеоне парка имени Комитаса в Ереване.

### Семья
- Сестра — Ерануи Асламазян (1909—1998), живописец. Заслуженный художник Армянской ССР (1965).

## Награды и звания
- Заслуженный художник Армянской ССР (1961)
- Народный художник Армянской ССР (1965)
- Народный художник СССР (1990)[5]
- Орден Дружбы (1998)
- Медаль «За трудовое отличие» (1956)
- Медаль «В ознаменование 100-летия со дня рождения Владимира Ильича Ленина» (1970)
- Медаль «За доблестный труд в Великой Отечественной войне 1941—1945 гг.» (1945)
- Первая премия на конкурсе по росписи санатория в Сочи (1932)
- II-я премия на выставке советских художников в Каире (1946)
- Диплом Художественного фонда СССР за работу в области керамики (1959)
- Диплом за участие во Всемирной выставке керамики в Праге (1962)
- Диплом за участие в выставке «Художники Москвы к 50-летию Октября» (1967)
- Почётная грамота Верховного Совета Армянской ССР (1972)
- Почётная грамота Министерства культуры Армянской ССР (1972)
- Международная премия имени Джавархалала Неру (1972)
- Премия имени Гамаль Абдель Насера (1976)

## Основные выставки с участием М. А. Асламазян
- 1948 — Париж. Первая выставка «Демократических женщин мира»
- 1958 — Остенде, Бельгия. Всемирная выставка керамики
- 1958 — Москва. Выставка живописи, скульптуры, графики
- 1958 — Ленинград. Выставка живописи, скульптуры, графики
- 1959 — Выставки советских художников в Лондоне, Нью-Йорке, Каире
- 1960 — Выставки советских художников в Париже, Будапеште и Мехико
- 1961 — Ереван. Выставка живописи М. А. и Е. А. Асламазян
- 1961 — Ленинакан. Выставка живописи М. А. и Е. А. Асламазян
- 1962 — Москва. Выставка «По Китаю»
- 1963 — Ереван. Выставка живописи М. А. и Е. А. Асламазян, посвящённая Всемирному конгрессу мира
- 1964 — Москва. Персональная выставка
- 1965 — Москва. Выставка «Советские художники в Японии»
- 1965 — Выставка советских художников в Риме
- 1968 — 34-я Биеннале в Венеции
- 1968 — Москва. Персональная выставка «По Египту»
- 1969 — Алжир. Выставка «Советские художники об Африке»
- 1970 — Париж. Выставка «Искусство Армении от Урарту до наших дней»
- 1970 — Москва. Персональная выставка «По Мадагаскару»
- 1971 — Москва. Выставка «По Индии»
- 1971 — Москва. Персональная выставка
- 1971—1972 — Ереван. Персональная выставка
- 1971 — Выставки советских художников в ГДР, Аргентине и Голландии
- 1973 — Выставки советских художников в Париже, Дортмунде и Роттердаме
- 1973 — Анкаван. Персональная выставка натюрмортов.
- 1974 — Анкаван. Персональная выставка натюрмортов
- 1974 — Выставка весеннего салона в Париже и выставка советской живописи в Западной Африке
- 1975 — Москва. Выставка «По АРЕ».
- Дели. Бомбей. Выставка лауреатов премии им. Дж. Неру
- 1977 — Москва. Персональная выставка «12 дней в Японии» в Доме дружбы
- 1978 — Москва. Персональная выставка «Краски Армении»
- 1978 — Москва. Персональная выставка в Доме литераторов
- 1980 — Москва. Персональная выставка в Доме дружбы
- 1981 — Антананариву. Персональная выставка, посвящённая Мадагаскару.

## Память
- В Гюмри расположен Дом-музей сестёр Асламазян.